# Maria Pilecka
Maria Pilecka (ur. 17 stycznia?/29 stycznia 1899 w Pietrozawodsku, zm. 8 lutego 1991 w Koszalinie) – polska nauczycielka i bibliotekarka, siostra rotmistrza Witolda Pileckiego.

## Życiorys
Była córką Juliana i Ludwiki z Osiecimskich, uczyła się w Prywatnym Gimnazjum dla Dziewcząt im. Winogradowej w Wilnie. Po uzyskaniu przygotowania do zawodu nauczycielskiego pracowała w oświacie dla dorosłych, a od 1923 w wiejskiej szkole powszechnej w powiecie szczuczyńskim w rejonie Lidy. Podnosiła swoje kwalifikacje, zdając w 1926 tzw. egzamin praktyczny, a w 1930 kończąc Wyższy Kurs Nauczycielski. W latach 1930–1939 uczyła w szkole miejskiej w Lidzie. Okres wojenny spędziła w Wilnie, utrzymując się z lekcji prywatnych. Przez dwa miesiące była więziona na Łukiszkach.
W 1945 jako repatriantka osiadła w Koszalinie i w lipcu tegoż roku podjęła działalność w Powiatowej Komisji Opieki nad Książką, zabezpieczając poniemieckie księgozbiory. We wrześniu 1946 objęła kierownictwo Powiatowej Biblioteki Publicznej w Koszalinie, nadzorowała też inne biblioteki i punkty biblioteczne w powiecie. Kierowała lokalnymi strukturami Związku Bibliotekarzy i Archiwistów Polskich. Zainicjowała prowadzenie kroniki koszalińskiej biblioteki. Przygotowanie do zawodu bibliotekarza uzupełniła na kursie w Szczecinie (1947) i potwierdziła egzaminem w jarocińskim Ośrodku Kształcenia Bibliotekarzy. Jako zwierzchnik bibliotek powiatu koszalińskiego szczególne zasługi położyła w staraniach o wyposażenie lokali, zajmowała się także szkoleniem następców i dbała o rangę zawodu bibliotekarza, w tym dążyła do wypracowania wzorca udanej współpracy bibliotek ze środowiskiem lokalnym. Z końcem 1965 przeszła na emeryturę, jednak jeszcze przez trzy lata na niepełnym etacie pracowała w czytelni Wojewódzkiej i Miejskiej Biblioteki Publicznej w Koszalinie, pomagając m.in. w tłumaczeniach z niemieckiego i francuskiego.
Zmarła 8 lutego 1991 w Koszalinie. Pochowana na Cmentarzu Komunalnym przy ul. Gnieźnieńskiej w Koszalinie (kwatera 45-53, rząd 9, grób 32)

## Odznaczenia
- Krzyż Kawalerski Orderu Odrodzenia Polski
- Złota Odznaka ZNP
- Odznaka Honorowa Stowarzyszenia Bibliotekarzy Polskich.